# 王魁負桂英
《王魁負桂英》又名《王魁》，作者不详。為目前所知最早的南戏作品之一。劇情是書生王魁与歌妓敫（焦）桂英的婚變悲劇故事。
王魁实有其人，是指宋朝狀元王俊民，當時民間尊稱狀元郎為“魁”。王俊民狀元及第後，初授大理评事，就职徐州通判，次年为应天府（治今河南商丘市）府试发解官。得狂疾而卒。王俊民猝死，一时传说纷纭，不久有夏噩作传奇《王魁传》，附会王俊民死因，南戏《王魁》、杂剧《海神庙王魁负桂英》等相继问世。《永樂大典》輯有《王俊民休書記》一則。
《王魁負桂英》是中國傳統“痴心女遇負心漢”的悲劇故事，書生王魁（王俊民）會試不第，遊萊陽，與歌妓敫桂英兩相愛悅，遂訂終身。王魁读书应考的费用全由桂英筹借。王魁臨行前，與桂英同赴海神庙，相约永不负心。王魁中狀元後，貪圖富貴榮華，入贅相府韓琦之家，心想“科名若此，以一娼玷辱”，並寫下休書與桂英決絕。桂英得信，怒道“魁负我如此，当以死报之”，以刀割頸自殺死，鬼魂亲至生所，痛责王魁“轻恩薄义，负誓渝盟”。其冤魂纏住王魁索命，王魁求她饒命，桂英說：“得君之命即止，不知其他”。最後王魁終得狂疾，王魁母亲请道士高守素作法屡醮，守素夢至官府，看見王魁和桂英的头发系在一块。有人告诫他，聰明人不要多管閒事。守素告其魁母說：“魁不可救。”举家大恸哭。數日後，王魁自殺身亡。
此剧影响极为深远。《醉翁谈录》所记宋代话本中有《王魁负心桂英死报》。戲文《王魁負桂英》已佚，钱南扬《宋元戏文辑佚》中辑录僅存殘曲十八支。《焚香记》則是走王魁不负桂英的大团圆结局。